# Comunități arabe din Statele Unite ale Americii

## Ce înseamnă arab american?
Conform dicționarului Random House:
- Cetățean sau rezident al Statelor Unite cu descendență arabă sau certificat de naștere arab.
Conform site-ului http://www.al-sahafa.us/ (Ziarul american lunar al orientului mijlociu):
- Cetățean al Statelor Unite și rezident permanent care a imigrat sau a cărui descendență provine din zone vorbitoare de arabă din sud-vestul Asiei și nordul Africii, regiune cunoscută ca Orientul Mijlociu. Nu toți oamenii din această regiune sunt arabi. Majoritatea arabo-americanilor au fost născuți în Statele Unite.

## Origini
Primul val imigrări -1875 – 1920 - Motive puternic economice
A fost datorat Competiției japoneze care a dat o lovitură puternică pieței de mătase Libaneză și o boală care a afectat vița de vie din Liban
Al doilea val de imigrări – 1940 (după o perioada în care SUA a restricționat imigrările) - Mulți dintre imigranți aveau o situație financiară stabilă - Cauze politice
S-a datorat conflictului Arabo-israelian și a războiului civil. A cuprins mai mulți practicanți ai Islamului și mulți studenți.

## Țări de origine
Conform Institutului Arabo-American:
Algeria, Bahrein, Djibouti. Egipt, Iraq, Iordania, Kuwait, Liban, Libia, Mauritania, Maroc, Oman, Qatar,  Palestina, Arabia Saudită, Somalia, Sudan, Siria, Tunisia, Emiratele arabe unite și Yemen 

## Date demografice
Conform recensământului american din 2010:
1,697,570-Arabi americani;
501,907-Libanezi americani (cel mai mare subgrup)

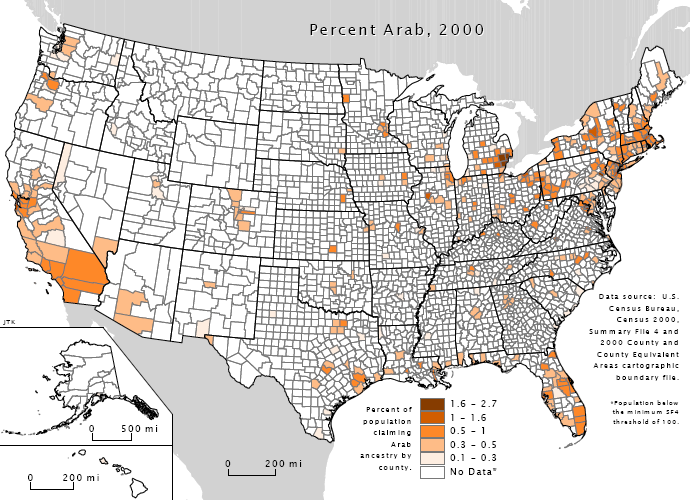
Repartiția pe țări

190,078-Egipteni americani
148,214-Sirieni americani
105,981-Irakieni americani
93,438-Palestinieni americani
82,073-Marocani americani
61,664-Iordanieni americani

## Topul orașelor americane ca preferințe ale arabo-americanilor
Conform institutului arabo-american: 
California: 715,000
Michigan: 490,000
New York: 405,000
Florida: 255,000
New Jersey: 240,000
Illinois: 220,000
Texas: 210,000
Ohio: 185,000
Massachusetts: 175,000
Pennsylvania: 160,000
Virginia: 135,000

## Topul slujbelor arabilor americani
1. Management - 44% din totalul populației americane - 35 % din totalul populației americane
2. Vânzări - 29 % din totalul populației americane - 25 % din totalul populației americane
3. Servicii
4. Producție/transport
5. Construcții 
6. Agricultură/Pescuit

## Afilieri religioase
Conform institutului Arabo-American
63% Creștini
35% Catolici (de rit romano-catolic si est-catolic, Maroniți și Melkiți)
18% Ortodocși (Est ortodocși sau Oriental ortodocși)
10% Protestanți
24% Musulmani
13% Altele; Evrei, Fără afiliere

## Arabo-americanii și politica
Conform anchetatorului James L. Zogby:
86 % din Arabii americani ajunși la vârsta votului de la începuturile anilor 2000 au fost înregistrați ca votanți 
În 1996, exit poll-urile arătau: 54 % din voturile Arabo-americanilor - Bill Clinton, 38 % pentru Bob Dole și 7.7 pentru candidatul independent H. Ross Perot. Campania din 2000 a fost prima în care ambii candidați majori s-au adresat problemelor Arabo-americanilor. 
In 1998, 12 Arabo-americani au făcut campanii pentru a intra în congres în 10 state.
Oameni politici arabo-americani:
Liderul majorității senatului George Mitchell; 
Secretarul pe probleme energetice Spencer Abraham;
Fostul secretar al sănătății și resurselor umane Donna Shalala; 
Fostul guvernator al New Hampshire si șef de personal la Casa albă John Sununu
Candidatul prezidențial din 2000 Ralph Nader.

## Lobby arab în America
Institutul Arabo-american susține candidații prezidențiali și pe cei din congres care sunt receptivi la problemele Arabo-Americanilor;
Comitetul Arabo-American Anti-Discriminare este o altă grupare care susține drepturile civile;
Institutul Arabo-american organizează acțiuni de alertă atunci când apar probleme de interes comun;
Institutul Arabo-american organizează, o dată pe an, ziua lobby-ului arabo-american;

## Organizații
Centrul arab de la Washington
Asociația Arabo-Americană
Comitetul Arabo-American Anti-Discriminare 
Asociația Arabo-americanilor patrioți din armată
Consiliul Arabo-american pentru
Centrul cultural levantin
Rețeaua profesioniștilor Arabo-americani

## Liga stiloului - الرابطة القلمية
Liga stiloului, cunoscută și ca Al-Mahgar a fost o societate literară arabo-americană, formată inițial de Nasib Arida si Abdul Massih Haddad în 1915 , reformată în 1920 de un grup de scriitori arabi din New York conduși de Kahlil Gibran. Liga s-a dizolvat în 1931, după moartea lui Gibran în 1931 și întoarcerea lui Mikhail Nuaime în Liban în 1932. 
Scopul principal al ligii stiloului era, în cuvintele lui Nuaime - Secretarul ligii "să ridice literatura arabă din mlaștina stagnării și a imitației și pentru a insufla o nouă viață în venele ei astfel încât să o facă o forță activă în construirea națiunilor arabe",  și să promoveze o nouă generație de scriitori arabi. 
După cum spune Nuaime:
Tendința de a ne păstra limba și literatura în limitele strâmte ale imitării anticilor în ceea ce privește forma și substanța este o tendință fatală; dacă nu ne opunem ei, va conduce în curând la decadență și dezintegrare ... A-i imita este o rușine mortală... trebuie să fim sinceri cu noi înșine pentru a ne onora antecesorii 
Istoricul literar Literary historian Nadeem Nuaime consideră rolul grupului în schimbarea criteriilor esterice ale literaturii arabe:
Concentrându-se pe om mai degrabă decât pe limbă, pe umanitate mai degrabă decât regulă și pe spirit mai degrabă decât literalitate, școala mahgar (de emiranți arabi) este considerată a fi fost un catalizator ce a grăbit literatura arabă din clasicismul prelungit în era modernă. 

## Institutul Arabo-American
Are ca scop promovarea drepturilor imigranților, servicii sociale la nivel de comunitate, materiale educaționale care să reflecte comunitatea și moștenirea sa, să asigure toate benficiile cetățeniei asupra comunității
Internațional, stabilirea de legaturi intre SUA și țări arabe în toate domeniile. 
Susțin un stat Palestinian, integritatea Libanului, asistența SUA pentru avansare economică și dezvoltare politică în regiune și un rol echilibrat al SUA în menținerea păcii regionale și promovarea prosperității.
Este singurul centru de recensământ pentru arabo-americani, desemnat de biroul american de recensământ.

## Idealuri
Conform site-ului http://www.al-sahafa.us/:
Adecvarea conținutului presei la nevoile lor de a înțelege ce se întâmplă în Orientul Mijlociu. Știrile trebuie sa fie “echilibrate, exacte, detaliate și corecte”, dar mai ales bine înțelese de către reporteri pentru că aceste probleme pot conta atunci când un arab american votează;
Promovarea diversității spațiului arab și descurajarea stereotipurile legate de raporturile dintre sexe, religie, educație, obiceiuri.